# 10 Brygada Łączności
10 Brygada Łączności (10 BŁ) – oddział łączności i dowodzenia Sił Zbrojnych Rzeczypospolitej Polskiej.

## Historia jednostki
10 Pułk Dowodzenia został sformowany w czerwcu 1994 roku, we Wrocławiu-Leśnicy, w koszarach przy ulicy Trzmielowickiej 28. W czasie II wojny światowej koszary zajmowała jednostka Waffen-SS, a pod koniec wojny urządzono tu także filię obozu koncentracyjnego Groß-Rosen.
Jednostka została utworzona w wyniku połączenia 10 Pułku Łączności i 6 Pułku Zabezpieczenia. 15 marca 2001 roku pułk został przekazany z podporządkowania Śląskiego Okręgu Wojskowego w podporządkowanie Dowódcy Garnizonu Warszawa.
Głównym zadaniem jednostki jest rozwijanie stanowisk dowodzenia każdego szczebla i zabezpieczenie łączności wojskowej. Oddział działa w czasie pokoju, kryzysu i wojny.
Za swoje osiągnięcia pułk był wielokrotnie wyróżniany, m.in. w 2003 roku przez Ministra Obrony Narodowej nadaniem Znaku Honorowego Sił Zbrojnych Rzeczypospolitej Polskiej za szczególne osiągnięcia w wykonywaniu zadań służbowych i czterokrotnie medalem „Za osiągnięcia w służbie wojskowej”.
Żołnierze pułku uczestniczyli we wszystkich operacjach zagranicznych, np. na Wojnie w Afganistanie, w których SZ RP wystawiały wojska operacyjne.
1 stycznia 2013 roku w skład oddziału zostali włączeni żołnierze rozformowanego w tym samym dniu 2 Batalionu Dowodzenia Śląskiego Okręgu Wojskowego.
1 września 2023 roku 10 Wrocławski Pułk Dowodzenia został przeformowany w 10 Brygadę Łączności.

## Tradycje
Na podstawie decyzji Nr 93/MON Ministra Obrony Narodowej z dnia 11 lipca 1995 roku 10 Pułk Dowodzenia przejął dziedzictwo tradycji:
- 10 Batalionu Telegraficznego w Przemyślu (1919-1939)
- 10 Samodzielnego Batalionu Łączności w Lubartowie (1944-1946)
- 10 Szkolnego Pułku Telefoniczno-Telegraficznego w Zgierzu (1945-1950)
- 10 Saskiego Pułku Łączności we Wrocławiu (1950-1994)

otrzymał nazwę wyróżniającą „Wrocławski”, a dzień 6 czerwca został ustanowiony Świętem Pułku.
Sztandar JW 1245 został nadany przez Prezydenta RP w dniu 7 czerwca 1995 roku i wręczony dowódcy jednostki pułkownikowi Adamowi Jurczakowi przez dowódcę Śląskiego Okręgu Wojskowego, generała dywizji Janusza Ornatowskiego.
23 czerwca 2015 roku podsekretarz stanu Maciej Jankowski, działając z upoważnienia Ministra Obrony Narodowej, wprowadził oznakę rozpoznawczą na mundur polowy 10. Wrocławskiego Pułku Dowodzenia i zatwierdził wzór oznaki.
Na podstawie Decyzji Nr 47/MON z dnia 23 maja 2023 roku jednostce nadano imię płk. dypl. Kazimierza Pluty-Czachowskiego.
Na podstawie Decyzji Nr 48/MON Ministra Obrony Narodowej z dnia 28 maja 2024 r. brygada przejęła i z honorem kultywuje dziedzictwo tradycje niżej wymienionych jednostek:
- 10. Batalionu Telegraficznego (1919–1939),
- 10. Samodzielnego Batalionu Łączności (1944–1946),
- Szkolnego Pułku Telefoniczno-Telegraficznego (1945–1950),
- 10. Pułku Łączności (1950–1994),
- 10. Wrocławskiego Pułku Dowodzenia (1994–2023).

Na podstawie tej samej decyzji 10. Brygada Łączności przejęła sztandar 10. Wrocławskiego Pułku Dowodzenia oraz nazwę wyróżniającą "Wrocławska". Otrzymała imię płk. dypl. Kazimierza Pluty-Czachowskiego a Święto brygady ustanowiono na dzień 7 czerwca.
Decyzją Nr 89/MON z dnia 18 lipca 2024 roku wprowadzono odznakę pamiątkową, oznakę rozpoznawczą oraz proporczyk na beret brygady.

Insygnia
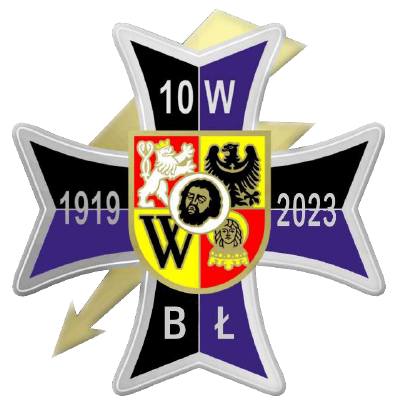
Odznaka pamiątkowa 10. Wrocławskiej Brygady Łączności (od 2024)
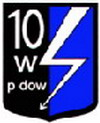
Oznaka rozpoznawcza 10. Wrocławskiego Pułku Dowodzenia (do grudnia 2011)
Oznaka rozpoznawcza na mundur wyjściowy: – 10. Wrocławskiego Pułku Dowodzenia (2011-2023) – 10. Wrocławskiej Brygady Łączności (od 2024)
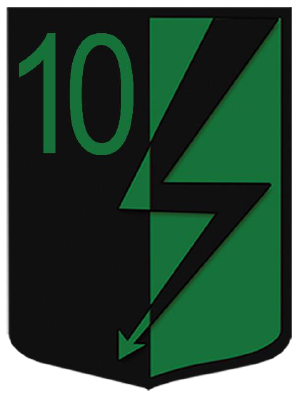
Oznaka rozpoznawcza na mundur polowy: – 10. Wrocławskiego Pułku Dowodzenia (2015-2023) – 10. Wrocławskiej Brygady Łączności (od 2024)
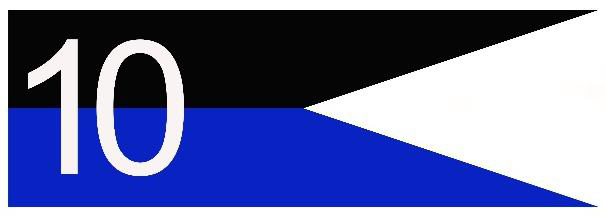
Proporczyk na beret 10. Wrocławskiej Brygady Łączności (od 2024)

## Struktura organizacyjna
- Dowództwo 10 Brygady Łączności
- 1 Średzki Batalion Łączności
- 2 Wołowski Batalion Łączności
- 3 Strzegomski Batalion Łączności
- Jaworski Batalion Zabezpieczenia

## Wyposażenie
Brygada posiada na wyposażeniu nowoczesne środki łączności i informatyki m.in. aparatownie komutacyjne AK oraz aparatownie transmisyjne AT. Jest to nowoczesny sprzęt, mający szerokie zastosowania, od zwykłej łączności przewodowej do niejawnych łączy radioliniowych, światłowodowych i satelitarnych. Łącznościowcy wrocławscy mają zdolność do wystawiania polowych węzłów informatycznych, dzięki którym można rozwinąć w każdych warunkach jawne i niejawne sieci komputerowe. 10 BŁ dysponuje także radiostacjami przedsiębiorstwa Harris na samochodach Honker i innymi środkami.

## Dowódcy pułku
- płk Adam Jurczak (1994 – 2006 )
- płk Mariusz Gutmański (2006 – 30 VI 2009)
- płk dypl. Zygmunt Malec (1 X 2009 - X 2015)
- płk Kazimierz Łucki (1 X 2015 - 31 III 2017)
- płk Dariusz Dejneka (1 IV 2017 - 29 I 2025)
- płk Dariusz Pawelec (od 30 I 2025)